# Thinkin Bout You (Ciara)
Thinkin' Bout You è un singolo della cantante statunitense Ciara, pubblicato il 29 marzo 2019 su etichetta discografica Beauty Marks Entertainment, facente parte della famiglia della Warner Bros. Records come quinto singolo estratto dal suo settimo album Beauty Marks.
La canzone è stata scritta dalla stessa cantante con Ester Dean, Marc Sibley e Nathan Cunningham, e prodotta dagli Space Primates.

## Video musicale
Il video musicale è stato pubblicato il giorno seguente la commercializzazione del brano ed è stato diretto da Hannah Lux Davis. Il video mostra Ciara che canta e balla in una suite di lusso mentre si prepara per un appuntamento. Viene poi vista a farsi un bagno, ballare sul letto e cambiarsi molti abiti. Alla fine del video decide un abito finale proprio mentre il suo partner arriva alla porta.

## Esibizioni dal vivo
Ciara ha eseguito la canzone dal vivo per la prima volta al festival di New Orleans Jazz & Heritage ad aprile 2019. La prima esibizione televisiva della canzone è stata ai Billboard Music Awards il 1º maggio 2019. La performance è stata paragonata a quelle di Janet Jackson. Il 15 maggio 2019 Ciara ha cantato la traccia dal vivo a Sirius XM. Il successivo 17 maggio la cantante ha eseguito la canzone sul palco all'aperto al Jimmy Kimmel Live! accompagnata dal gruppo di ballo The Lab.